# Henryk Grabiński

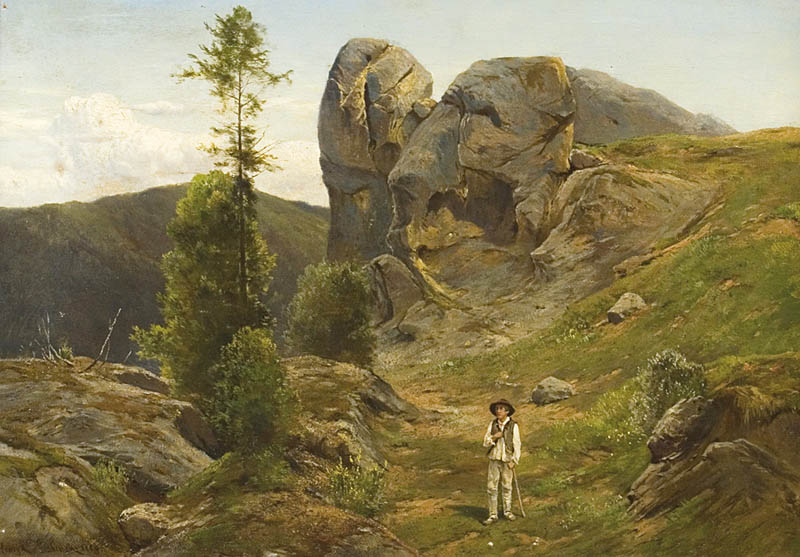
„Bei Ojców“ (poln.: W Ojcowie), 1880

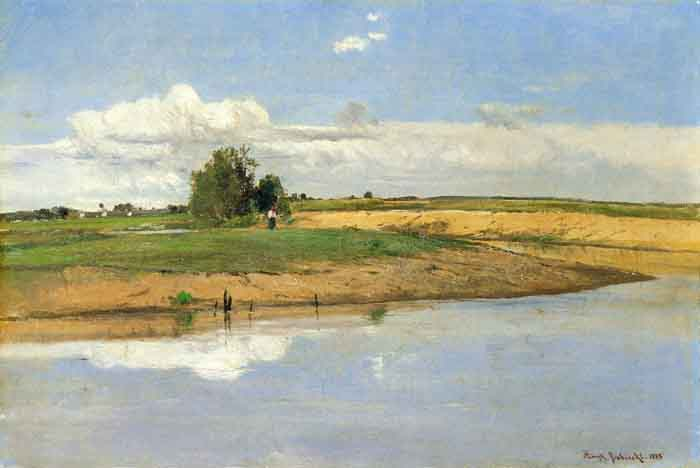
„Polnische Landschaft“ (poln.: Polski pejzaż), 1882

Henryk Grabiński (* 1843 in Lemberg; † 21. Januar 1903 ebenda) war ein polnischer Maler.

## Leben
Grabiński war der Sohn eines Uhrmachers und absolvierte eine Ausbildung zum Juwelier und Goldschmied. Als sein Vater verstarb, entschied er sich stattdessen für eine künstlerische Laufbahn. Ersten Unterricht erhielt er bei dem Maler Rudolf Rothkähl in Lemberg. Von 1861 bis 1866 studierte Grabiński an der Akademie der Bildenden Künste in Wien unter dem Landschaftsmaler Albert Zimmermann. 1865 erhielt er für eine Landschaftsstudie einen ersten Preis. Seine Studien setzte er von 1868 bis 1869 an der Münchner Akademie fort. Er bereiste Paris, Italien, Tirol und Bayern.
Nach Abschluss seines Studiums lebte er zumeist in Krakau und Lemberg. Er reiste nach Galizien, in die Tatra und in die Pieninen, um Malmotive zu finden. Von 1873 bis 1877 lehrte er Grundlagen der Landschaftsmalerei und Zeichnen an der Krakauer Akademie der Bildenden Künste. Einer seiner Schüler war 1874 Jacek Malczewski. Auch Roman Kochanowski und Maurycy Gottlieb lernten unter ihm.
1879 zog Grabiński in seine Heimatstadt Lemberg, nachdem der Lehrstuhl für Landschaftsmalerei in Krakau abgeschafft worden war. Ab 1882 konnte er wegen einer schweren Erkrankung (vermutlich Multiple Sklerose) erkrankt nicht mehr gehen, setzte die Malerei allerdings fort.

### Werk
Grabinski malte ganz überwiegend Landschaften in romantischer Verklärung. Seine Bilder waren realistisch mit impressionistischem Einfluss, wie er auch bei Kazimierz Alchimowicz, Adam Chmielowski und Witold Pruszkowski anzutreffen ist.
Seine Landschaften zeigen eine Vielzahl von Motiven: Teiche, Bäche, Wasserfälle, Bauernhöfe, Ansichten von Dörfern und Kirchen, Höhlen oder Burgruinen. Häufig sind Sonnenauf- oder Untergänge enthalten, manchmal Stürme und Gewitter. Seine Bilder sind durch eine realistische Anmutung, satte Farbgebung und die Betonung von Lichtwirkungen geprägt. Er malte vorwiegend in Öl und Aquarell, nutzte als Hilfsmittel Feder und Tinte. Grabiński verfasste ein Lehrbuch zur Landschaftsmalerei (Lemberg, 1884) und gab ein Album mit Gemälden zu Galizien und den südlichen Provinzen Polens heraus.